# 美空ひばり Symphonic Works 〜 不死鳥再び
『美空ひばり Symphonic Works 〜 不死鳥再び』（ミソラヒバリ シンフォニック・ワークス フシチョウ フタタビ）は、美空ひばりのアルバム。2022年6月24日に日本コロムビアから発売された。

## 解説
- 美空ひばり生誕85周年を記念して発売されたアルバム。
- 全曲新たに編曲され、それを東京フィルハーモニー交響楽団が演奏している。
- 編曲・指揮は渡辺俊幸が担当している。

## 収録曲
※全曲新編曲によるオーケストラバージョン。
1. 愛燦燦
2. 真赤な太陽
3. リンゴ追分
4. 柔
5. 悲しい酒 (セリフ入り)
6. 歌は我が命
7. みだれ髪
8. 悲しき口笛
9. 人生一路
10. 川の流れのように